# Meisje

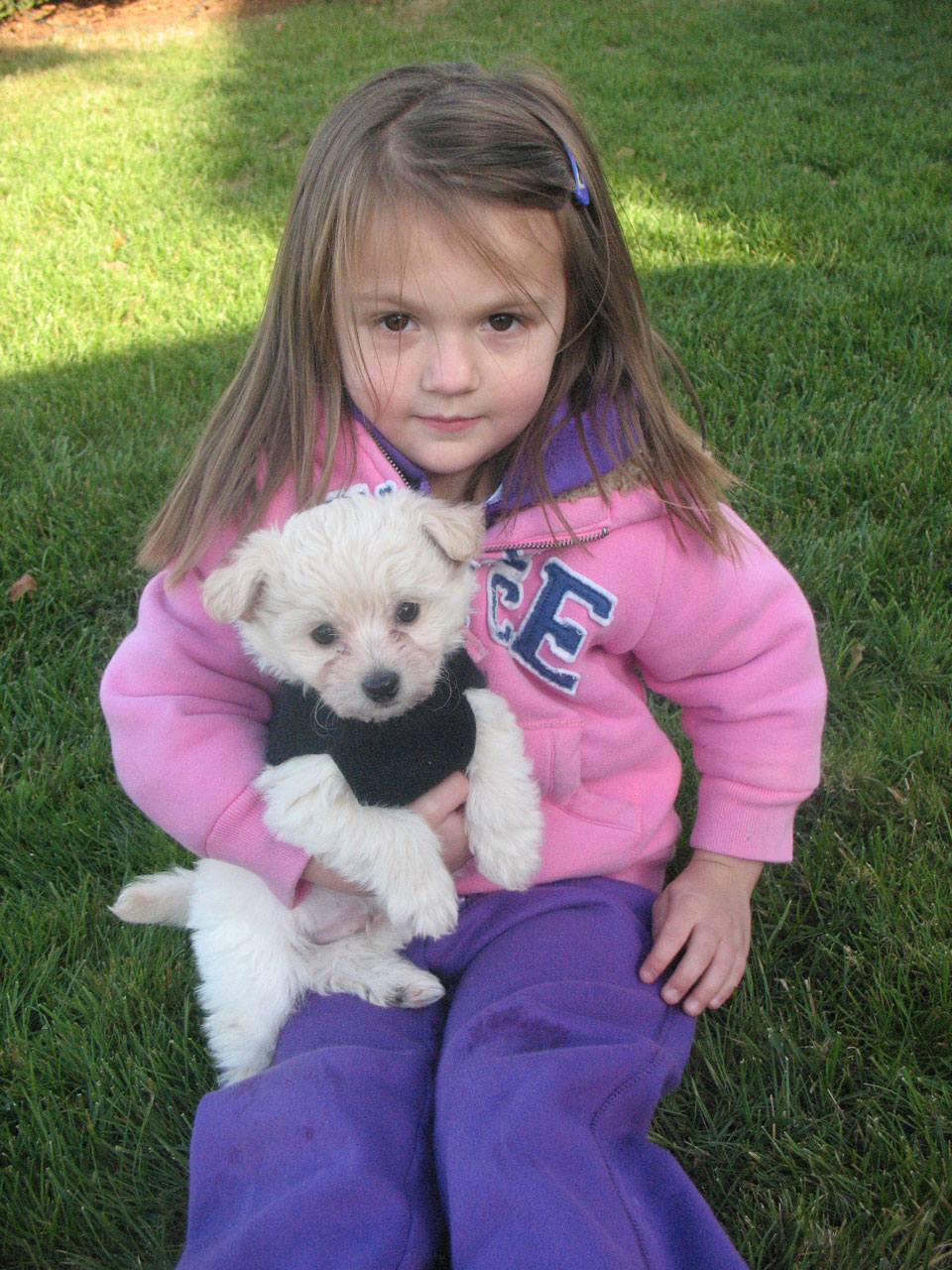
Meisje in Central Park (New York).

Een meisje is een vrouwelijk kind of een (ongetrouwde) jonge vrouw. Een jonge vrouw voorbij de studietijd wordt soms ook nog meisje met de connotatie (nog) niet getrouwd genoemd, hoewel mevrouw dan toch algemeen gebruikelijk is. Wel komt het onderscheid tussen getrouwd en ongetrouwd nog in de overheidsadministratie tot uiting door de term meisjesnaam. In Vlaanderen wordt juffrouw nog gebruikt in tegenstelling tot mevrouw in dezelfde vraagzin; men wil dan op een diplomatieke manier achterhalen of de jonge dame die men aanspreekt gehuwd is: "Is het juffrouw of mevrouw (+ familienaam bijvoorbeeld Van Sant)?".

## Verkleinwoord

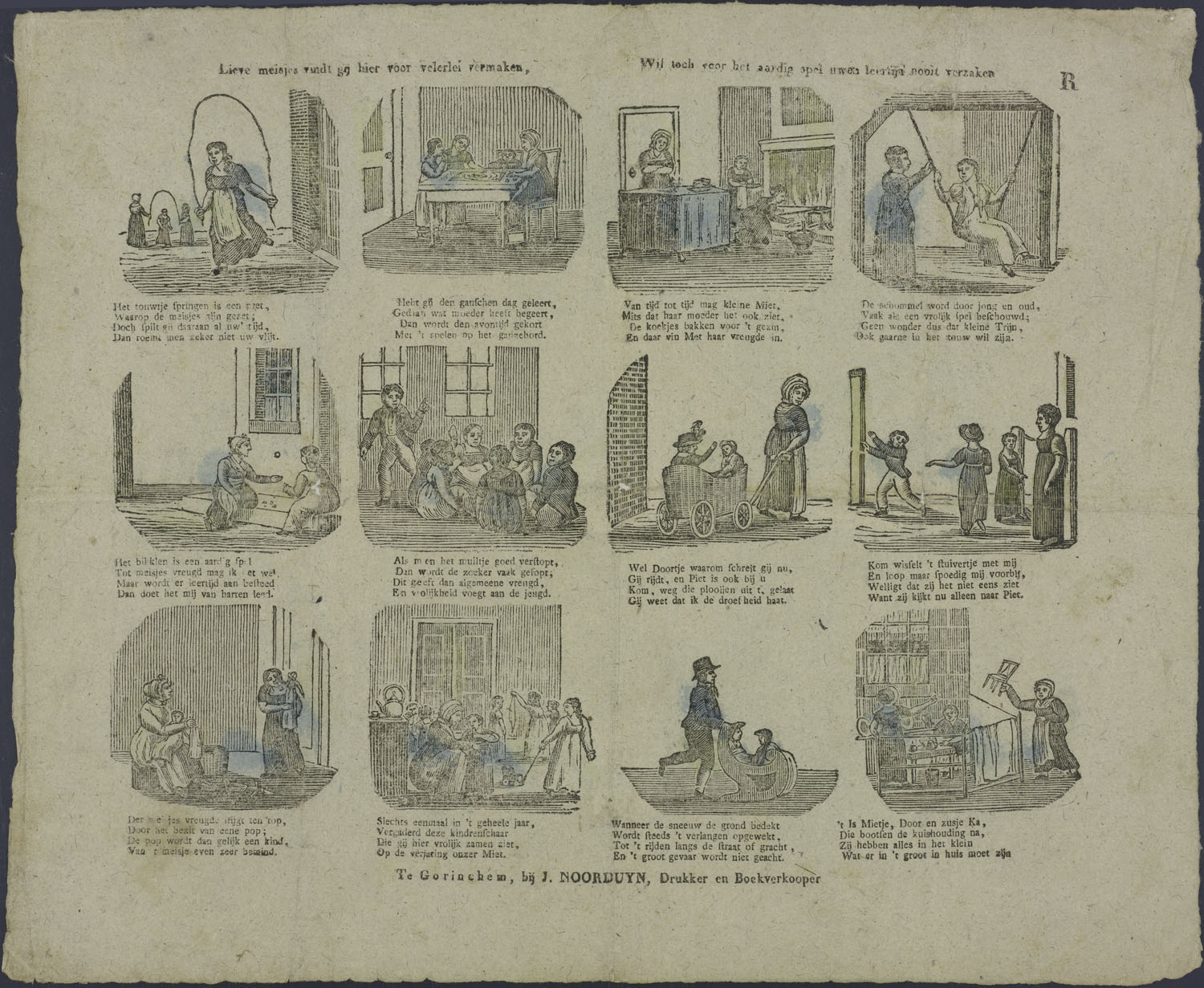
Meisjes aan het spelen op een centsprent (ca. 1830): touwtje springen, ganzeborden, koekjes bakken, schommelen, bikkelen, wandelen met een poppenwagen, met een pop spelen, een verjaardagsfeest, sleetje rijden, enz.

Het woord meisje is een verkleinwoord van het woord maagd. Maagd of meid werd in het Middelnederlands verkleind tot meisin, waarbij de t-klank wegviel en -sin een weinig gebruikt achtervoegsel was. Dit woord is achtereenvolgens geassimileerd tot meisen en later onder invloed van het meer gebruikte achtervoegsel -je tot het huidige meisje.
Als men voor iemand sympathie wil tonen of genegenheid voelen, wordt er vaak in verkleinwoorden gesproken. Het woord meisje voelt als een verkleinwoord aan en wordt nog "liefkozender" door dialectische varianten als meiske,meisjen, meidje of meissie(n). In het kenmerkende, specifieke Limburgse dialect en in het Vlaams spreekt men vaak van ma(e)ske(s), waarbij de "e" als een verlengingsteken van de voorafgaande "a" moet worden gelezen. Overigens werd in veel dialecten vroeger gesproken van deerntje(n) of deerntie(n), inmiddels grotendeels verdrongen door de dialectische vormen van 'meisje'.

## Meis
Meisje wordt weleens als voorbeeld genoemd van een verkleinwoord zonder grondwoord "meis". Tegenwoordig is dat echter een "gewoon" woord aan het worden. Jonge vrouwen worden soms aangesproken met meid of meis. Meis is een neologisme.
Etymologisch gezien is meisje (oorspronkelijk meisin, vervolgens verzwakt tot meisen) het verkleinwoord van meid. Later werd in het Standaardnederlands het verkleiningsachtervoegsel -tje de norm, met nevenvorm -je na -s- en werd meisje gebruikelijk. De -s- is dus een achterblijfsel van een oud verkleiningsachtervoegsel.
Jan de Vries stelt in het Nederlands Etymologisch Woordenboek dat in de 15de eeuw het Hollandse meistgin naast Middelnederlands meiskijn, meisken en Noordhollands meissen, Maastrichts meiske voorkwam. In deze vormen is het suffix skijn, -sijn, waarnaar meiske gevormd is.

## Andere taalkundige bijzonderheden
- Het lidwoord en het betrekkelijk voornaamwoord bij "meisje" zijn altijd "het" en "dat": het meisje dat daar fietst, omdat verkleinwoorden in het Nederlands altijd onzijdig zijn.
- Wel moet naar een meisje worden verwezen met het persoonlijk voornaamwoord "ze" of "zij". Het biologisch geslacht heeft hier dus voorrang: het meisje zei dat ze honger had.[6]

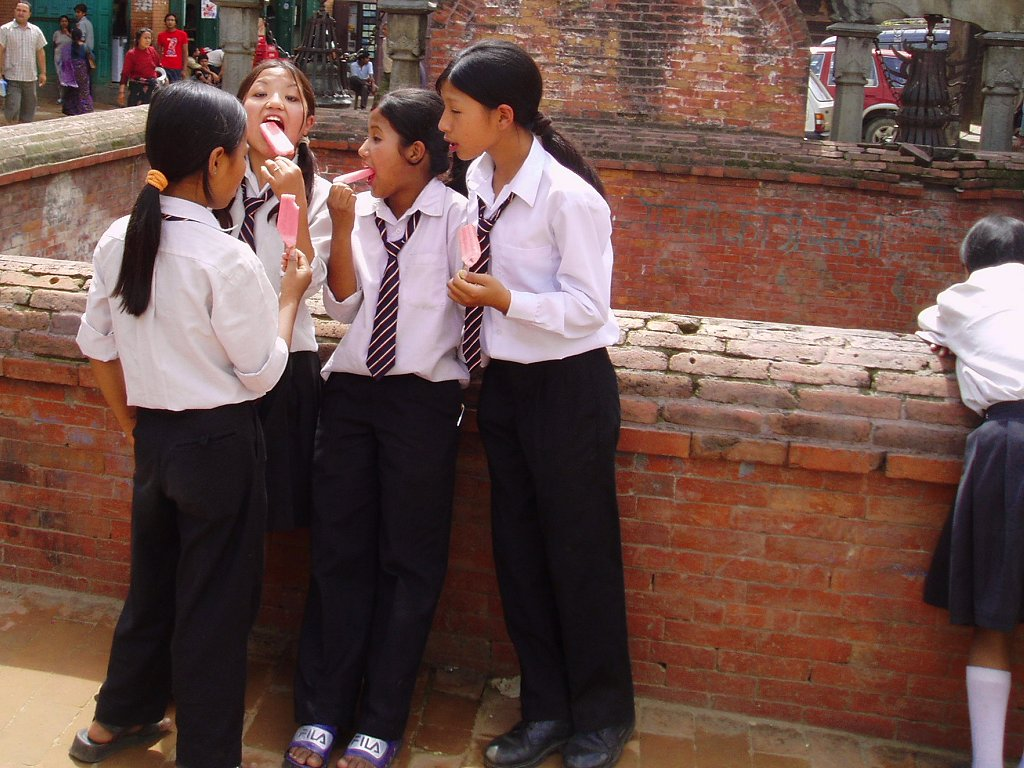
Schoolmeisjes in Bhaktapur
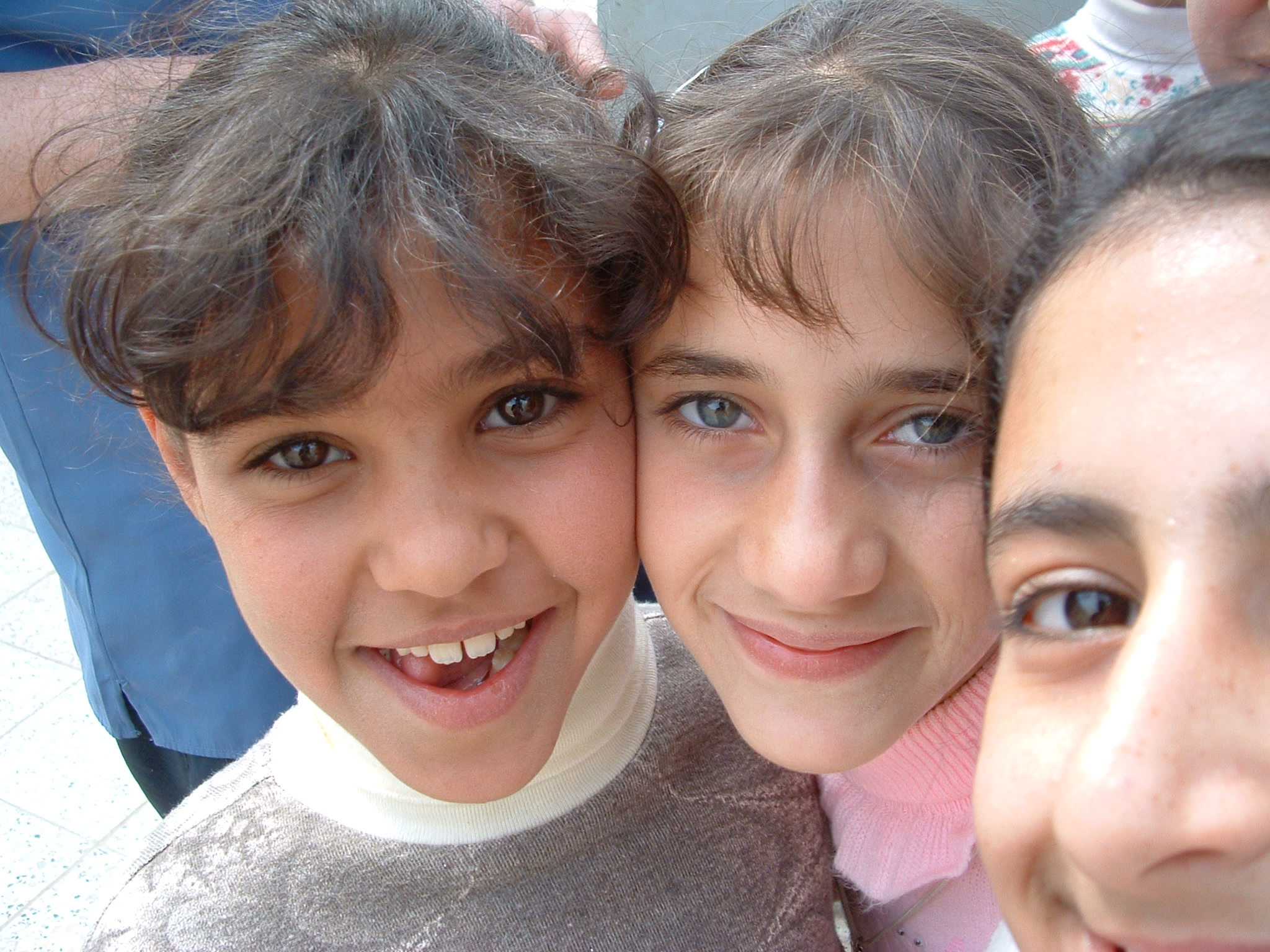
Iraakse meisjes nabij de olieraffinaderij van Daurra
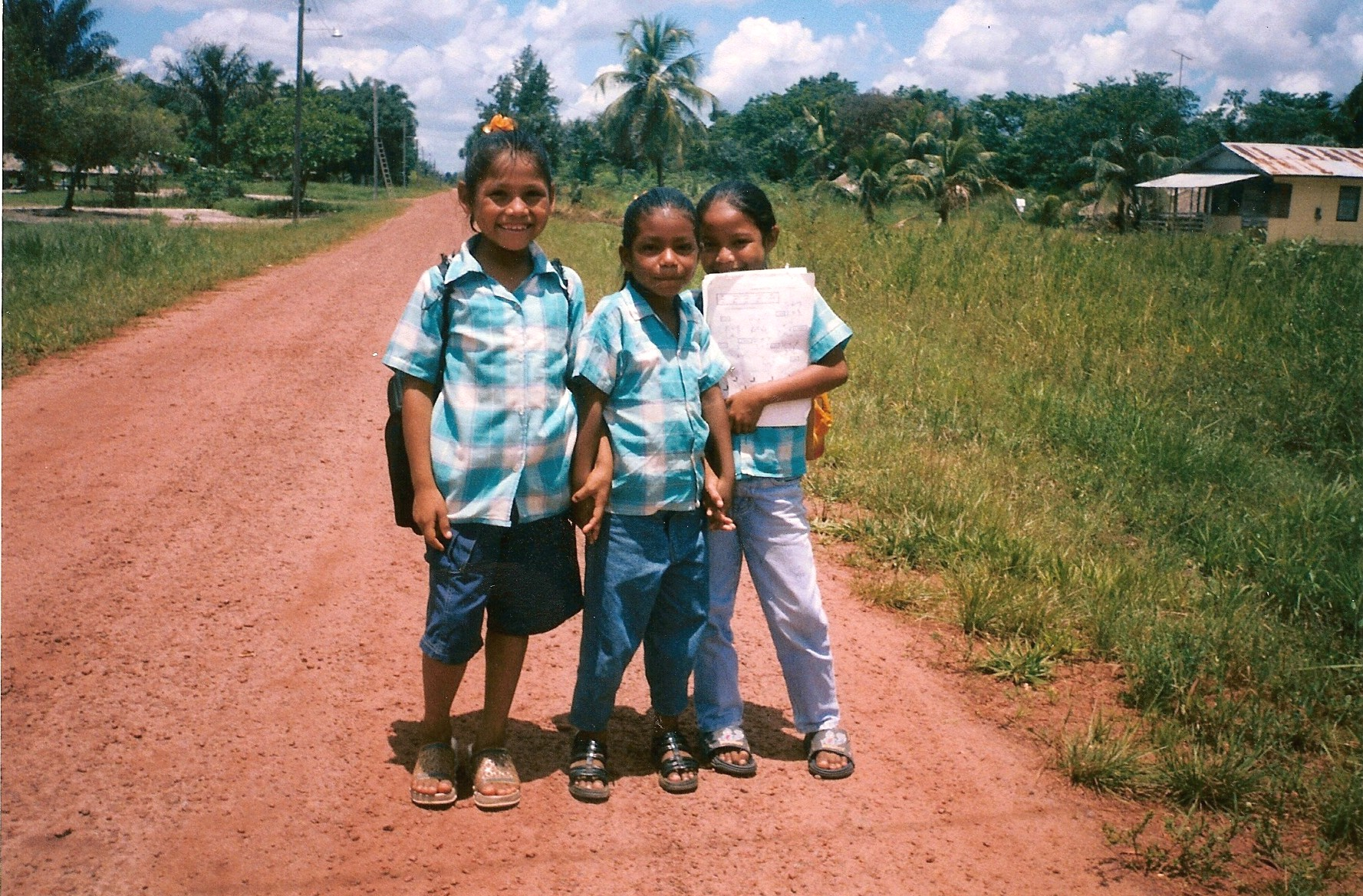
Schoolmeisjes op de doorgaande weg in Bigi Poika